# 何允中
何允中（1590年—1631年），字文开，號点苍，浙江杭州府仁和县人。明朝政治人物。

## 生平
萬曆四十三年（1615年）乙卯科浙江鄉試第五十四名舉人，天啓二年（1622年）壬戌科會試第三十一名，三甲第七十八名進士。本年授福建邵武县知县，五年（1625年）因官员考察免职，七年補顺天府檢校，丁憂去职。崇祯三年（1630年）補揚州府檢校，升漢中府推官，次年卒于任上。

## 著作
編有《廣漢魏叢書》。